# جيمس جارفيس
جيمس جارفيس (21 يناير 1875 بليستر في المملكة المتحدة - 24 يناير 1962) (بالإنجليزية: James Jarvis)‏ هو لاعب كريكت بريطاني (وحمل سابقاً جنسية المملكة المتحدة لبريطانيا العظمى وأيرلندا). لعب مع نادي مقاطعة ليسترشاير للكريكت ‏.

## وصلات خارجية
- جيمس جارفيس على موقع إي آس بي آن كريك إنفو (الإنجليزية)